# Wereldkampioenschap superbike van Misano 1998
Het wereldkampioenschap superbike van Misano 1998 was de zesde ronde van het wereldkampioenschap superbike en de vijfde ronde van de wereldserie Supersport 1998. De races werden verreden op 21 juni 1998 op het Circuito Internazionale Santa Monica nabij Misano Adriatico, Italië.

## Superbike

### Race 1
| Pos | Nr  | Rijder               | Constructeur | Rondes | Tijd        | Grid | Punten |
| --- | --- | -------------------- | ------------ | ------ | ----------- | ---- | ------ |
| 1   | 111 | Aaron Slight         | Honda        | 25     | 39:54.406   | 2    | 25     |
| 2   | 11  | Troy Corser          | Ducati       | 25     | +0.720      | 1    | 20     |
| 3   | 45  | Colin Edwards        | Honda        | 25     | +2.304      | 5    | 16     |
| 4   | 2   | Carl Fogarty         | Ducati       | 25     | +5.068      | 4    | 13     |
| 5   | 4   | Akira Yanagawa       | Kawasaki     | 25     | +10.273     | 3    | 11     |
| 6   | 8   | James Whitham        | Suzuki       | 25     | +27.881     | 7    | 10     |
| 7   | 5   | Neil Hodgson         | Kawasaki     | 25     | +31.647     | 12   | 9      |
| 8   | 44  | Scott Russell        | Yamaha       | 25     | +40.899     | 11   | 8      |
| 9   | 48  | Andreas Meklau       | Ducati       | 25     | +1:03.420   | 13   | 7      |
| 10  | 72  | Udo Mark             | Suzuki       | 25     | +1:05.941   | 18   | 6      |
| 11  | 39  | Alessandro Gramigni  | Ducati       | 25     | +1:09.029   | 14   | 5      |
| 12  | 19  | Lucio Pedercini      | Ducati       | 25     | +1:18.771   | 15   | 4      |
| 13  | 74  | Paolo Blora          | Ducati       | 25     | +1:22.198   | 19   | 3      |
| 14  | 10  | Andrew Stroud        | Kawasaki     | 25     | +1:22.227   | 20   | 2      |
| 15  | 15  | Igor Jerman          | Kawasaki     | 25     | +1:22.578   | 17   | 1      |
| 16  | 21  | Jean-Marc Delétang   | Yamaha       | 24     | +1 ronde    | 21   |        |
| 17  | 76  | Marco Dall'Aglio     | Yamaha       | 24     | +1 ronde    | 24   |        |
| 18  | 27  | Frédéric Protat      | Ducati       | 24     | +1 ronde    | 25   |        |
| 19  | 46  | Bruno Scatola        | Yamaha       | 24     | +1 ronde    | 30   |        |
| 20  | 81  | Enzo Chiapello       | Kawasaki     | 24     | +1 ronde    | 31   |        |
| 21  | 80  | Stavros Stavroulakis | Ducati       | 23     | +2 ronden   | 29   |        |
| 22  | 53  | Vladimír Karban      | Suzuki       | 23     | +2 ronden   | 32   |        |
| DNF | 41  | Noriyuki Haga        | Yamaha       | 22     | Uitgevallen | 6    |        |
| DNF | 35  | Gregorio Lavilla     | Ducati       | 14     | Uitgevallen | 9    |        |
| DNF | 78  | Paolo Malvini        | Ducati       | 11     | Uitgevallen | 27   |        |
| DNF | 50  | Jiří Mrkývka         | Honda        | 10     | Uitgevallen | 26   |        |
| DNF | 47  | Giovanni Valtulini   | Yamaha       | 6      | Uitgevallen | 28   |        |
| DNF | 6   | Peter Goddard        | Suzuki       | 4      | Uitgevallen | 8    |        |
| DNF | 75  | Giorgio Cantalupo    | Ducati       | 4      | Uitgevallen | 22   |        |
| DNF | 73  | Massimo Accornero    | Suzuki       | 3      | Uitgevallen | 23   |        |
| DNF | 7   | Pierfrancesco Chili  | Ducati       | 1      | Uitgevallen | 16   |        |
| DNF | 9   | Piergiorgio Bontempi | Kawasaki     | 1      | Uitgevallen | 10   |        |

### Race 2
| Pos | Nr  | Rijder               | Constructeur | Rondes | Tijd         | Grid | Punten |
| --- | --- | -------------------- | ------------ | ------ | ------------ | ---- | ------ |
| 1   | 111 | Aaron Slight         | Honda        | 25     | 39:49.893    | 2    | 25     |
| 2   | 11  | Troy Corser          | Ducati       | 25     | +1.058       | 1    | 20     |
| 3   | 2   | Carl Fogarty         | Ducati       | 25     | +3.269       | 4    | 16     |
| 4   | 45  | Colin Edwards        | Honda        | 25     | +13.450      | 5    | 13     |
| 5   | 4   | Akira Yanagawa       | Kawasaki     | 25     | +13.547      | 3    | 11     |
| 6   | 44  | Scott Russell        | Yamaha       | 25     | +18.889      | 11   | 10     |
| 7   | 35  | Gregorio Lavilla     | Ducati       | 25     | +38.590      | 9    | 9      |
| 8   | 5   | Neil Hodgson         | Kawasaki     | 25     | +38.701      | 12   | 8      |
| 9   | 48  | Andreas Meklau       | Ducati       | 25     | +40.104      | 13   | 7      |
| 10  | 15  | Igor Jerman          | Kawasaki     | 25     | +1:05.947    | 17   | 6      |
| 11  | 9   | Piergiorgio Bontempi | Kawasaki     | 25     | +1:07.477    | 10   | 5      |
| 12  | 39  | Alessandro Gramigni  | Ducati       | 25     | +1:07.945    | 14   | 4      |
| 13  | 72  | Udo Mark             | Suzuki       | 25     | +1:09.703    | 18   | 3      |
| 14  | 19  | Lucio Pedercini      | Ducati       | 25     | +1:21.669    | 15   | 2      |
| 15  | 10  | Andrew Stroud        | Kawasaki     | 25     | +1:39.780    | 20   | 1      |
| 16  | 74  | Paolo Blora          | Ducati       | 24     | +1 ronde     | 19   |        |
| 17  | 27  | Frédéric Protat      | Ducati       | 24     | +1 ronde     | 25   |        |
| 18  | 50  | Jiří Mrkývka         | Honda        | 24     | +1 ronde     | 26   |        |
| 19  | 80  | Stavros Stavroulakis | Ducati       | 21     | +4 ronden    | 29   |        |
| DNF | 41  | Noriyuki Haga        | Yamaha       | 23     | Uitgevallen  | 6    |        |
| DNF | 81  | Enzo Chiapello       | Kawasaki     | 17     | Uitgevallen  | 31   |        |
| DNF | 46  | Bruno Scatola        | Yamaha       | 13     | Uitgevallen  | 30   |        |
| DNF | 53  | Vladimír Karban      | Suzuki       | 13     | Uitgevallen  | 32   |        |
| DNF | 21  | Jean-Marc Delétang   | Yamaha       | 12     | Uitgevallen  | 21   |        |
| DNF | 6   | Peter Goddard        | Suzuki       | 11     | Uitgevallen  | 8    |        |
| DNF | 8   | James Whitham        | Suzuki       | 7      | Uitgevallen  | 7    |        |
| DNF | 7   | Pierfrancesco Chili  | Ducati       | 7      | Uitgevallen  | 16   |        |
| DNF | 75  | Giorgio Cantalupo    | Ducati       | 6      | Uitgevallen  | 22   |        |
| DNF | 76  | Marco Dall'Aglio     | Yamaha       | 2      | Uitgevallen  | 24   |        |
| DNF | 47  | Giovanni Valtulini   | Yamaha       | 1      | Uitgevallen  | 28   |        |
| DNS | 73  | Massimo Accornero    | Suzuki       | 0      | Niet gestart | 23   |        |
| DNS | 78  | Paolo Malvini        | Ducati       | 0      | Niet gestart | 27   |        |

## Supersport
| Pos | Nr | Rijder                | Constructeur | Rondes | Tijd                | Grid | Punten |
| --- | -- | --------------------- | ------------ | ------ | ------------------- | ---- | ------ |
| 1   | 8  | Fabrizio Pirovano     | Suzuki       | 23     | 38:10.227           | 4    | 25     |
| 2   | 5  | Massimo Meregalli     | Yamaha       | 23     | +2.328              | 5    | 20     |
| 3   | 18 | Cristiano Migliorati  | Ducati       | 23     | +10.274             | 8    | 16     |
| 4   | 4  | Stéphane Chambon      | Suzuki       | 23     | +11.567             | 7    | 13     |
| 5   | 17 | Pere Riba             | Ducati       | 23     | +19.850             | 6    | 11     |
| 6   | 14 | Marco Risitano        | Kawasaki     | 23     | +30.275             | 17   | 10     |
| 7   | 61 | Francesco Monaco      | Ducati       | 23     | +32.274             | 24   | 9      |
| 8   | 57 | Angelo Conti          | Suzuki       | 23     | +32.913             | 18   | 8      |
| 9   | 54 | Michele Gallina       | Ducati       | 23     | +38.516             | 12   | 7      |
| 10  | 55 | Jörg Teuchert         | Yamaha       | 23     | +41.122             | 25   | 6      |
| 11  | 79 | Karl Muggeridge       | Honda        | 23     | +41.716             | 35   | 5      |
| 12  | 11 | Giovanni Bussei       | Suzuki       | 23     | +42.335             | 10   | 4      |
| 13  | 34 | Giuseppe Fiorillo     | Suzuki       | 23     | +44.785             | 19   | 3      |
| 14  | 73 | Vittorio Iannuzzo     | Yamaha       | 23     | +44.921             | 26   | 2      |
| 15  | 70 | Christian Kellner     | Suzuki       | 23     | +46.033             | 31   | 1      |
| 16  | 66 | Harald Steinbauer     | Kawasaki     | 23     | +48.026             | 32   |        |
| 17  | 62 | Matteo Colombo        | Ducati       | 23     | +54.767             | 23   |        |
| 18  | 71 | Norino Brignola       | Bimota       | 23     | +55.258             | 33   |        |
| 19  | 19 | Walter Tortoroglio    | Suzuki       | 23     | +55.319             | 28   |        |
| 20  | 78 | Torleif Hartelman     | Honda        | 23     | +1:26.240           | 36   |        |
| DNF | 87 | Roberto Panichi       | Bimota       | 21     | Uitgevallen         | 15   |        |
| DNF | 9  | Wilco Zeelenberg      | Yamaha       | 18     | Uitgevallen         | 9    |        |
| DNF | 27 | Camillo Mariottini    | Bimota       | 16     | Uitgevallen         | 21   |        |
| DNF | 2  | Vittoriano Guareschi  | Yamaha       | 15     | Uitgevallen         | 1    |        |
| DNF | 16 | Sébastien Charpentier | Honda        | 14     | Uitgevallen         | 29   |        |
| DNF | 3  | Yves Briguet          | Ducati       | 13     | Uitgevallen         | 2    |        |
| DNF | 88 | Andrea Mazzali        | Ducati       | 8      | Uitgevallen         | 34   |        |
| DNF | 83 | Nello Russo           | Honda        | 7      | Uitgevallen         | 30   |        |
| DNF | 25 | Christophe Cogan      | Yamaha       | 6      | Uitgevallen         | 27   |        |
| DNF | 33 | Robert Ulm            | Yamaha       | 4      | Uitgevallen         | 14   |        |
| DNF | 21 | Roberto Teneggi       | Ducati       | 4      | Uitgevallen         | 11   |        |
| DNF | 75 | Michele Malatesta     | Ducati       | 4      | Uitgevallen         | 20   |        |
| DNF | 1  | Paolo Casoli          | Ducati       | 2      | Uitgevallen         | 3    |        |
| DNF | 37 | Serafino Foti         | Bimota       | 1      | Uitgevallen         | 16   |        |
| DNF | 35 | Mauro Lucchiari       | Ducati       | 0      | Uitgevallen         | 13   |        |
| DNF | 81 | Luca Pasini           | Ducati       | 0      | Uitgevallen         | 22   |        |
| DNQ | 20 | Werner Daemen         | Kawasaki     | 0      | Niet gekwalificeerd |      |        |
| DNQ | 22 | Stefan Nebel          | Kawasaki     | 0      | Niet gekwalificeerd |      |        |
| DNQ | 82 | Luca Pini             | Suzuki       | 0      | Niet gekwalificeerd |      |        |
| DNQ | 52 | James Toseland        | Honda        | 0      | Niet gekwalificeerd |      |        |
| DNQ | 26 | Marc Fissette         | Yamaha       | 0      | Niet gekwalificeerd |      |        |
| DNQ | 28 | Javier Rodríguez      | Yamaha       | 0      | Niet gekwalificeerd |      |        |
| DNQ | 12 | Albert Aerts          | Yamaha       | 0      | Niet gekwalificeerd |      |        |
| DNQ | 96 | Claude-Alain Jäggi    | Ducati       | 0      | Niet gekwalificeerd |      |        |
| DNQ | 86 | Marco Brugnera        | Kawasaki     | 0      | Niet gekwalificeerd |      |        |

## Tussenstanden na wedstrijd

### Superbike
| Pos | Nr  | Rijder              | Team   | Punten |
| --- | --- | ------------------- | ------ | ------ |
| 1   | 11  | Troy Corser         | Ducati | 200    |
| 2   | 111 | Aaron Slight        | Honda  | 194    |
| 3   | 45  | Colin Edwards       | Honda  | 167    |
| 4   | 2   | Carl Fogarty        | Ducati | 163    |
| 5   | 7   | Pierfrancesco Chili | Ducati | 144    |

### Supersport
| Pos | Nr | Rijder               | Team   | Punten |
| --- | -- | -------------------- | ------ | ------ |
| 1   | 8  | Fabrizio Pirovano    | Suzuki | 85     |
| 2   | 17 | Pere Riba            | Ducati | 67     |
| 3   | 5  | Massimo Meregalli    | Yamaha | 62     |
| 4   | 2  | Vittoriano Guareschi | Yamaha | 55     |
| 5   | 4  | Stéphane Chambon     | Suzuki | 47     |

1991 · 1993 · 1994 · 1995 · 1996 · 1997 · 1998 · 1999 · 2000 · 2001 · 2002 · 2003 · 2004 · 2005 · 2006 · 2007 · 2008 · 2009 · 2010 · 2011 · 2012 · 2014 · 2015 · 2016 · 2017 · 2018 · 2019 · 2021 · 2022 · 2023 · 2024 · 2025